# 0534
0534 è il prefisso telefonico del distretto di Porretta Terme, appartenente al compartimento di Bologna.
Il distretto comprende la parte sud-occidentale della città metropolitana di Bologna. Confina con i distretti di Bologna (051) a nord-est, di Firenze (055) a sud-est, di Prato (0574) a sud, di Pistoia (0573) a sud-ovest, di Sassuolo (0536) e di Modena (059) a ovest.

## Aree locali e comuni
Il distretto di Porretta Terme comprende 7 comuni compresi in 1 area locale, nata dall'aggregazione dei 2 preesistenti settori di Castiglione dei Pepoli e Porretta Terme: Alto Reno Terme, Camugnano, Castel di Casio, Castiglione dei Pepoli, Gaggio Montano, Lizzano in Belvedere e San Benedetto Val di Sambro .